# Легенда про полум'яне серце (мультфільм)
«Легенда про полум'яне серце» (рос. «Легенда о пламенном сердце») — анімаційний фільм 1967 року Творчого об'єднання художньої мультиплікації студії Київнаукфільм, режисер — Ірина Гурвич. Мультфільм озвучено російською мовою. Мультфільм «Легенда про полум'яне серце» створений за мотивами повісті Максима Горького «Стара Ізергіль».

## Над мультфільмом працювали
- Режисер: Ірина Гурвич
- Сценаристи: Максим Горький, Ігор Ніколаєв
- Текст читає: О. Коваленко
- Композитор: Борис Буєвський
- Художники-постановники: Радна Сахалтуєв, Олександр Мартинець, Генріх Уманський
- Аніматор: Адольф Педан
- Оператор: Франц Сем'янніков
- Редактор: Тадеуш Павленко
- Звукооператор: Ірина Чефранова
- Директор: А. Коваленко

## Сюжет

Кадр з мультфільму «Легенда про полум'яне серце»

За мотивами повісті Максима Горького «Стара Ізергіль» — про гордого Данко, який віддав людям своє серце.

## Нагороди

Постер мультфільму «Легенда про полум'яне серце»

- Премія зонального огляду, Єреван, 1968.